# Тато (лангобард)
Вижте пояснителната страница за други личности с името Тато.
Тато (Tato) (+ 510 г.) е крал на лангобардите от ранния 6 век. Той е син на Клафо (Claffo, Klef I) от династията на Летингите.
Според Прокопий Кесарийски през 508 г. Тато воюва с херулите и убива техния карл Рудолф.
Павел Дякон разказва, че дъщерята на Тато Руметрада убива брата на Рудолф, който идва при тях като посланик.
През 510 г. Тато е убит от своя племенник Вачо, син на брат му Уничис.
Деца:
- Илдичис (Ildiches, Ildichis, Unichis или Risiulf) († ок. 552), , води война срещу Вачо, за да отмъсти за убийството на баща си, но губи и бяга при гепидите, където остава до края на живота си.
- Руметрада (Rumetrada или Rumetruda)